# Lac Long, Saint-Alban
Lac Long är en sjö i Kanada.   Den ligger i regionen Capitale-Nationale och provinsen Québec, i den sydöstra delen av landet, 300 km nordost om huvudstaden Ottawa. Lac Long ligger 173 meter över havet. Arean är 2,1 kvadratkilometer. Den sträcker sig 3,1 kilometer i nord-sydlig riktning, och 2,3 kilometer i öst-västlig riktning.
I omgivningarna runt Lac Long växer i huvudsak blandskog. Runt Lac Long är det mycket glesbefolkat, med 7 invånare per kvadratkilometer.